# Bund Philatelistischer Prüfer
Der Bund Philatelistischer Prüfer e. V. (BPP) ist ein deutscher Verband von Briefmarkenprüfern, also Experten zur Prüfung philatelistischen  Sammelgutes (Briefmarke, Ganzsache, Ganzstück, Briefstück usw.).

## Geschichte
Im Februar 1957 gründete Oberlandesgerichtsrat a. D. Menge in Düsseldorf einen „Bund Philatelistischer Prüfer e. V.“ Der heute existierende Verein trat dessen Nachfolge an und wurde im Dezember 1958 gegründet. Entscheidenden Anteil an der Gründung hatten Funktionäre des Bundes Deutscher Philatelisten e. V. (BDPh), u. a. dessen damaliger Vorsitzender Konsul Hermann Deninger.
Nachdem in den 1960er Jahren eine Reihe von Missständen beklagt wurden, wurde ab etwa 1970 eine Reform eingeleitet.
1990 kamen 33 Prüfer aus dem Gebiet der ehemaligen DDR hinzu, wodurch eine deutlich größere Abdeckung bisher nicht vorhandener Prüfgebiete erreicht wurde.
1993 wurde fälschungssichere Attest- und Befundvordrucke eingeführt, 1994 begann die Aufnahme öffentlich vereidigter, von der IHK bestellter Sachverständiger. 2000 wurde der Ehrenkodex eingeführt, 2001 gefolgt von kodifizierten Prüfstandards und 2003 einer neuen Prüfordnung.
Seit 2006 hat der BPP seine Zusammenarbeit mit dem österreichischen Prüferverband VÖB und dem Schweizer Prüferverband SBPV ausgebaut.
2008 gab der Verein eine vierbändige Schriftenreihe zur Geschichte des deutschen Prüfwesens heraus, die mit dem Sieger-Preis, und bei der Briefmarkenausstellung „London 2010 International Stamp Exhibition“ mit einer Goldmedaille prämiert wurde.

## Prüfer
Mit Stand von 2016 ergab sich zu den Mitgliedern folgendes:
- Aktive Prüfer: 103 davon ca. 90 % im Nebenerwerb (2013: 106)[7]
- Seniorenmitglieder: 16 (2013: 12)[7]
- Öffentlich bestellte und vereidigte Sachverständige: 11 (2013: 12).[7]

## Prüfung
Mit Stand von 2013 ergab sich zur Anzahl der Prüfungen folgendes:
- Atteste pro Jahr: 30.000
- Zahl der Kurzbefunde pro Jahr: ca. 50.000

Die Qualität, Dauer und die Kosten der Bearbeitung werden von Kunden aber auch intern unter Prüfern immer wieder kritisiert.
|  |  |  |  |
|  |  |  |  |
|  |  |  |  |

## Verbandsführung
| Jahr      | 1. Vorsitzender bzw. Präsident                 |
| 1958–1962 | Wilhelm Hofinger (1. Vorsitzender)             |
| 1963–1990 | Arno Debo (1. Vorsitzender, ab 1987 Präsident) |
| 1990–1999 | Günter Bechtold (Präsident)                    |
| 1999–2011 | Hans-Karl Penning (Präsident)                  |
| 2011–     | Christian Geigle (Präsident)                   |